# توماس هاسكينز
توماس هاسكينز (بالإنجليزية: Thomas Haskins)‏ هو لاعب كرة قدم أمريكية ولاعب كرة قدم كندية أمريكي، ولد في 11 أغسطس 1973.

## وصلات خارجية
- توماس هاسكينز على موقع JustSportsStats.com (الإنجليزية)